# Pont d'Érezée
Pont d’Erezée est un lieu-dit de la commune d’Erezée en province de Luxembourg (Région wallonne de Belgique).  Un hameau s’est développé aux abords du pont qui traverse l’Aisne, à un kilomètre du centre du village d’Erezée.   
Point de départ actuel de l'ancien  ‘Tramway de l’Aisne’ qui longe la rivière en la remontant jusque Dochamps (aujourd’hui devenu le Tramway touristique de l’Aisne), le hameau  est le carrefour  - aménagé en rond-point - des routes 807 (de Hotton à Manhay) et 841 (de Barvaux à Dochamps). Outre le syndicat d’initiative touristique (installé dans l'ancienne gare du tramway) et deux garages automobiles le hameau ne compte que quelques habitations. 
C’est le pont de la route nationale 807 enjambant l’Aisne et conduisant au village d’Erezée qui a donné son nom au lieu-dit.  'Pont d’Erezée' était la halte tramway pour le village d’Erezée.

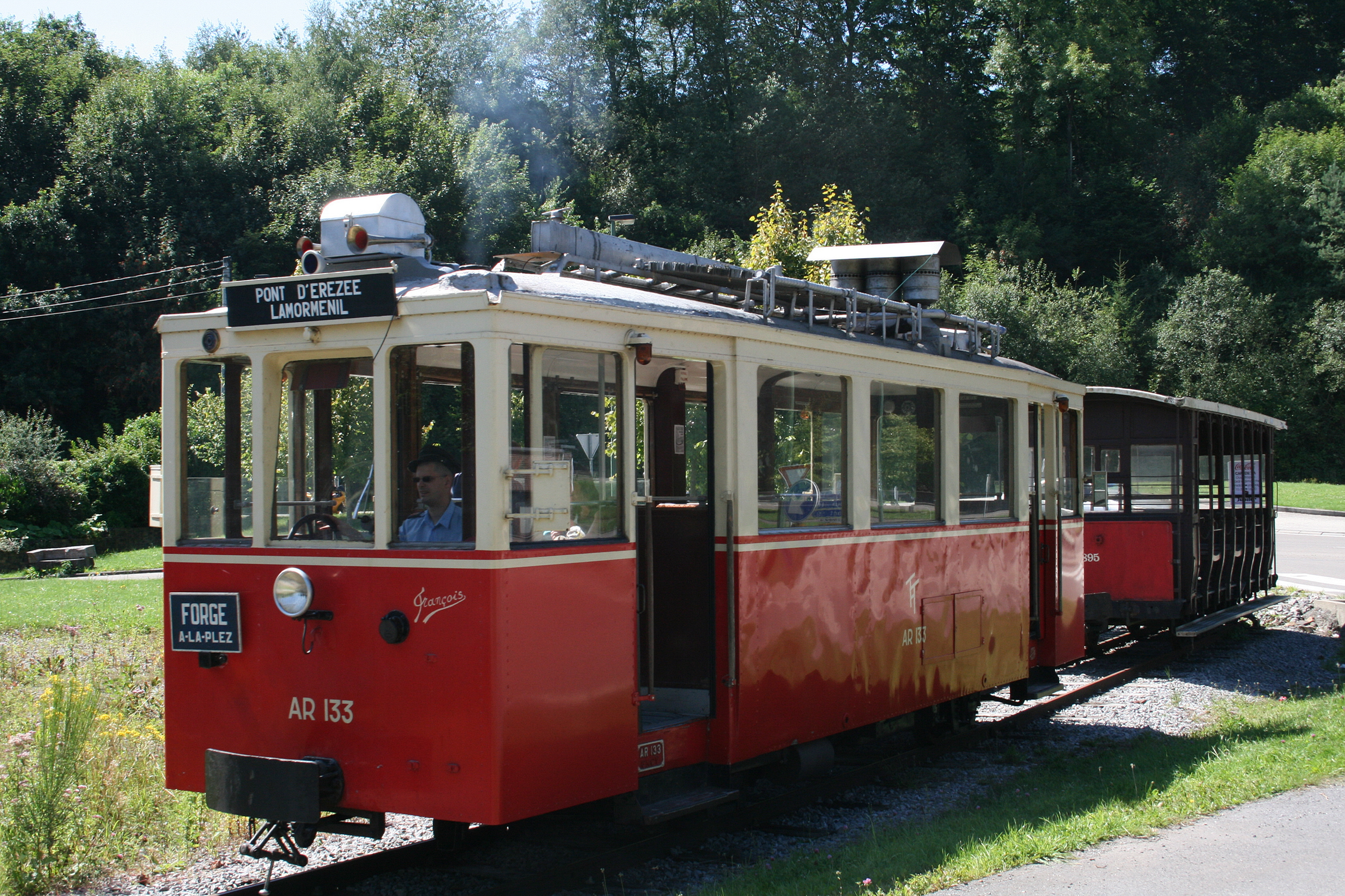
Tramway touristique prêt au départ, à Pont d'Érezée